# The Adventures of Willy Beamish
The Adventures of Willy Beamish is een komisch, grafisch avonturenspel bedacht door Jeff Tunnell, ontwikkeld door Dynamix en verdeeld door Sierra Entertainment. Oorspronkelijk kwam het spel uit voor Commodore Amiga in 1991. In 1992 verscheen een DOS-versie. In 1993 werd het spel geporteerd naar de Mega-CD. Het is een van de eerste spellen waar gebruik wordt gemaakt van met de hand getekende cartoonanimatie. Een vervolg was gepland, maar werd uiteindelijk geschrapt.

## Verhaal
Het spel start aan het begin van de zomervakantie ergens aan het begin van de jaren 1990. Willy Beamish is een negenjarig rotkind. Hij houdt van sciencefiction en computerspellen. Hij spendeert veel tijd in zijn boomhuis. Op school wordt hij vaak gepest door Spider en diens zussen. Zijn ouders houden van hun zoon, maar zijn radeloos omwille van de streken die Willy steeds uithaalt. Daarom denken ze er aan om hem naar de militaire school te sturen. 
Willy zit op school wegens strafstudie, die hij kreeg op de laatste schooldag, omdat zijn kikker "Horny" de directeur zijn pruik liet afvallen. Willy zoekt een manier om de strafstudie stiekem te verlaten om zijn rapport, dat per post werd gestuurd, uit de brievenbus te halen voordat zijn ouders dit doen. Hij heeft namelijk slechte punten voor muziek. Verder wil hij deelnemen aan de "Nintari"-computerspelwedstrijd. Omdat zijn ouders het rapport toch vinden, verbieden zij hun zoon om deel te nemen aan de wedstrijd. Willy wil toch stiekem deelnemen en zoekt een methode om extra geld te verdienen. Daarom neemt hij het initiatief om de stad te zuiveren en de bende te verdrijven.
Daarbij komt dat Willy's vader wordt ontslagen, de babysitter een vampier is, de stad wordt geterroriseerd door een bende, de geest van grootvader opduikt en de loodgietersvereniging dreigt te staken. Verder in het spel breekt Willy zijn armen en benen, wordt hij aangevallen in een pizzarestaurant, wordt hij bijna dodelijk verwond door de bende en verdrinkt hij bijna in de vijver. 

## Spelbesturing
Veel acties in het spel zijn gebaseerd op kleine taken die jonge kinderen kunnen uitvoeren zoals:
- Zijn zusje helpen met het schommelen
- De auto wassen om extra zakgeld te krijgen
- Met de hond gaan wandelen

Verder bevat het spel een "Trouble-O-Meter", een soort van thermometer met aan de onderkant "Good Boy" en aan de bovenkant "Cadet School". Willy's acties zorgen ervoor dat de "Trouble-O-Meter" naar boven of onder gaat. Wanneer de Trouble-O-Meter "Cadet School" bereikt, wordt Willy naar de militaire school gestuurd en is het spel afgelopen.